# 클라크 세인트폴 미국학교
클라크 세인트폴 미국학교(영어: St. Paul American School - Clark)는 필리핀 팜팡가주 클라크 경제특구에 위치한 학교이다. 나셀 국제학교 시스템의 일부로, 세인트폴 프리패러토리 스쿨의 분교이다. 2003년 개교하였다.

## 같이 보기
- 북경 세인트폴 미국학교